# Have Gun - Will Travel
Have Gun - Will Travel is een Amerikaanse westernserie die op CBS werd uitgezonden van 1957 tot 1963.

## Samenvatting
In 1867 woont in het Carlton Hotel in San Francisco een revolverheld die voor duizend dollar per opdracht kan worden ingehuurd. Niemand weet hoe de in zwart geklede man heet, hij staat bekend als ‘Paladin’. Een paladijn was in de middeleeuwen de aanduiding voor een zwervende ridder en dat is eigenlijk ook wat Paladin is. Hij is een ‘ridder zonder harnas’, een gentleman die meer vertrouwt op zijn gezonde verstand dan op zijn wapens. Maar als het er op aankomt weet Paladin uitstekend gebruik te maken van zijn Colt .45, zijn Winchester en de onder zijn kleding verborgen Derringer. Paladin is geen huurmoordenaar, hij selecteert zijn opdrachtgevers en zal nooit voor een onrechtvaardige zaak vechten. Paladin was aanvankelijk een gewone ‘gunslinger’. Aan het begin van zijn carrière wordt hij ingehuurd om Smoke te doden. Smoke is net als Paladin een scherpschutter en gaat in zwart gekleed. Paladin weet Smoke te vinden en verwondt hem dodelijk in een duel. De stervende Smoke onthult dat hij geen moordenaar is, zoals de opdrachtgever van Paladin beweert, maar de beschermer van een nabijgelegen stadje. De geschokte Paladin trekt de zwarte kleren van Smoke aan en zweert nooit meer voor een onrechtvaardige zaak te vechten. Hij laat kaartjes drukken met de tekst: Have gun – Will Travel, en wordt Paladin, de ridderlijke revolverheld. Zijn symbool wordt een schaakstuk, een wit paard. De voormalige legerofficier Paladin is een man van uitzonderlijke talenten, hij spreekt verschillende talen en kent de klassieken, waaruit hij regelmatig citeert.

## Rolverdeling
| Acteur              | Personage          |
| ------------------- | ------------------ |
| Richard Boone       | Paladin            |
| Kam Tong            | Kim "Hey Boy" Chan |
| Hal Needham         | Buddy              |
| Lisa Lu             | Hey Girl           |
| Harry Carey Jr.     | Ben Murdock        |
| Edward Faulkner     | Ben                |
| Roy Barcroft        | Flannigan          |
| Hank Patterson      | Hank - Plainsman   |
| Richard Shannon     | Ben Jackson        |
| Perry Cook          | Dobie O'Brien      |
| Robert Stevenson    | Clemenceau         |
| Barry Cahill        | Aaron Bell         |
| Denver Pyle         | Clay Sommers       |
| Natalie Norwick     | Amy Martin         |
| Dorothy Dells       | Mary Murdock       |
| George Kennedy      | Big Jim            |
| Robert Karnes       | Clay Morrow        |
| Karl Swenson        | Boris Tosheff      |
| Ben Wright          | Beaman             |
| Charles Bronson     | Ben Jalisco        |
| Wright King         | Alessandro Caloca  |
| Vic Perrin          | Arnold Haskins     |
| June Vincent        | Maria Rojas        |
| Earle Hodgins       | Jeremiah Pike      |
| Rayford Barnes      | Canning            |
| Jacqueline Scott    | Amanda             |
| Robert J. Wilke     | Casey Bryan        |
| Robert Gist         | Ben Tyler          |
| Kevin Hagen         | Ed Bosworth        |
| Ken Curtis          | Monk               |
| William Wellman Jr. | Billy              |
| Ed Nelson           | Carl               |
| Shirley O'Hara      | Duchess            |
| Jean Engstrom       | Cassandra          |
| William Schallert   | Burchfield         |
| Don Beddoe          | Marshal            |
| Strother Martin     | Boise Peabody      |
| Robert F. Simon     | Col. Lathrop       |
| Anthony Caruso      | Jose               |
| Leo Gordon          | Bert Talman        |
| Fintan Meyler       | Catherine          |
| Jeanette Nolan      | Alice              |
| Norma Crane         | Eileen Tuttle      |